# Попов, Игорь Олегович
 Игорь Олегович Попов (род. 1967, Москва, СССР) — советский и российский журналист, педагог, создатель собственной школы журналистики.

## Биография
В 1993 году окончил факультет журналистики Московского государственного университета имени М. В. Ломоносова, во время учёбы был внештатным автором газет «Комсомольская правда», «Гудок», «Московский комсомолец». Вскоре после получения диплома был зачислен в штат еженедельника «Аргументы и факты», где проработал до 2003 г. В течение этого периода занимал должности от корреспондента до главного редактора приложения «Я молодой».
В 2003—2004 гг. был главным редактором русскоязычной версии журнала для подростков «Bravo» (Bauer Media Group). В 2004—2010 годах — главный редактор автомобильного журнала «Форсаж», редакционный директор издательского дома Mediasign, редакционный директор издательского дома «Медиалайн».
Ещё на старших курсах университета начал преподавать в университетской Школе юного журналиста. Впоследствии создал собственную школу журналистики, занятия в которой в разное время проходили в редакциях АиФ, журнала Bravo, в помещении издательского дома Gameland.
В настоящий момент школа журналистики Игоря Попова вновь функционирует при «Аргументах и фактах» в старом здании редакции на Мясницкой улице. Также с 2015 года является руководителем в медиашколах в Норильске, Дудинке и Мончегорске.